# Iranopogon
Iranopogon is een vliegengeslacht uit de familie van de roofvliegen (Asilidae).

## Soorten
- I. brandti Timon-David, 1955
- I. gaspari Tomasovic, 1999